# سعود زيدان
سعود سعد زيدان (مواليد 6 نوفمبر 1999) هو لاعب كرة قدم سعودي يلعب حاليًا في نادي الفيحاء.

## مسيرة اللاعب
بدأ في الفئات السنية نادي النصر و لعب بعدها مع نادي الجبلين ونادي أبها ونادي الحزم ونادي الفيحاء.

## وصلات خارجية
- سعود زيدان على موقع Soccerway.com (الإنجليزية)
- سعود زيدان على موقع كووورة